# Гибкий вал

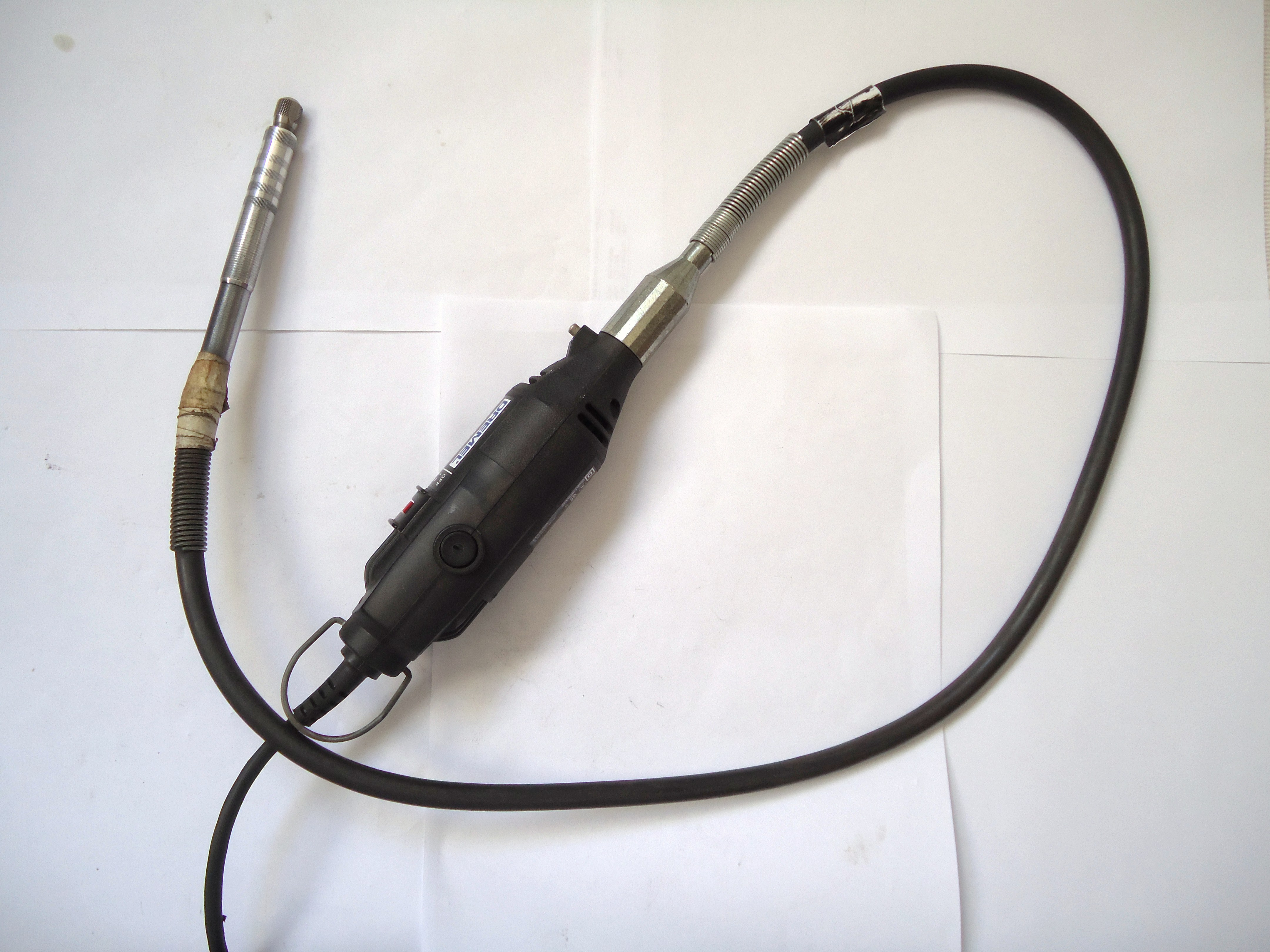
Пример использования гибкого вала для передачи вращения от электромотора (в центре) к наконечнику, удерживающему рабочий инструмент

Ги́бкий вал — конструкция, передающая крутящий момент между осями значительно меняющими ориентацию друг относительно друга.

## Общие сведения
Впервые идею гибкого вала предложил и реализовал в 1829 году Джеймс Несмит — шотландский инженер, известный, в том числе, изобретением парового молота. Перед ним стояла задача сверления отверстий в труднодоступных местах, которую он и решил, используя гибкий вал для передачи вращения с удалённого двигателя. С тех пор конструкция вала не претерпела заметных изменений. Интересно, что Джеймс Несмит не стал её патентовать.

## Конструкция
Гибкий вал представляет собой устройство передающее крутящий момент между двумя осями не фиксированными относительно друг друга. Непосредственно вал, это либо проволочный стержень, либо, что гораздо чаще, специальный тросик. В любом случае обе эти детали имеют высокую жёсткость на кручение. Как правило в целях безопасности, защиты от повреждения и удержания смазки, вращающийся вал помещается в такую же гибкую, но неподвижную защитную оболочку в виде трубки.

## Применение
Гибкие валы находят широкое применение в самых разных случаях. От прочистки канализационных засоров до передачи вращения, например, в старых моделях спидометров от колеса к приборному щитку. Их используют как элементы станков, ювелирных инструментов и т. п.